# Îngrijire paliativă
Termenul de îngrijire paliativă face referire la un tratament ce ameliorează durerile (simptomele) unei boli dificile pe o perioadă scurtă de timp, fără a vindeca afecțiunea respectivă.
Tratamentul acesta reprezintă ansamblul tratamentelor medicale și/sau chirurgicale, totalul îngrijirilor, toate susținerile psihologice și spirituale destinate să aline suferințele somatice și psihice, să amelioreze calitatea deficitara a vieții și să asigure respectarea demnității condiției umane oricărui bolnav, indiferent de diagnostic.
După părerea specialiștilor, locul ideal pentru aplicarea demersului paliativ este acasă la bolnav, în mediul său familial și familiar. În cazurile extreme, îngrijirea acestor pacienți poate fi făcută în instituții de asistență medicală sau socială.
Indiferent de locul aplicării tratamentului paliativ, trebuie să reținem că cei în aceasta situație au dreptul la confort psihic și somatic, au dreptul la respect, și așa cum toți avem „dreptul la sănătate“ și ei au „dreptul la afecțiune și umanism“.
Se utilizează și în cazul bolnavilor de cancer sau orice alta afecțiune în stadiu avansat (terminal).